# Фиаве
Фиавѐ (на италиански: Fiavé) е село и община в Северна Италия, автономна провинция Тренто, автономен регион Трентино-Южен Тирол. Разположено е на 660 m надморска височина. Населението на общината е 1085 души (към 2018 г.).